# 小行星3812
小行星3812（英語：3812 Lidaksum）是一颗围绕太阳公转的小行星。1965年1月11日，紫金山天文台在南京发现了此天体。
这颗小行星的绝对星等为37.0412328367864等。